# 八幡町立川合中学校
八幡町立川合中学校（はちまんちょうりつ　かわあいちゅうがっこう）は、かつて岐阜県郡上郡八幡町（現・郡上市）に存在した公立中学校。

## 概要
- 旧・郡上郡川合村の中学校であった。1958年、八幡中学校に統合され廃校。
- 校舎は川合小学校に隣接していた。現在の川合小学校校舎が跡地に該当する。

## 沿革
- 1948年（昭和23年）4月1日 - 郡上郡学校組合立郡上中学校から川合村が離脱。単独で川合村立川合中学校を開校する。川合小学校の教室の一部を使用。
- 1949年（昭和24年）6月 - 川合小学校の敷地内に存在した、旧・農業青年学校校舎愛郷舎を回収し、校舎とする。
- 1951年（昭和26年）12月10日 - 校舎を増築する。
- 1954年（昭和29年）12月15日 - 八幡町、相生村、川合村、口明方村、小那比村が合併し、八幡町が発足。同時に八幡町立川合中学校に改称する。
- 1956年（昭和31年） - 校区の住民から八幡中学校への統合が要望が出る。
- 1958年（昭和33年）3月 - 八幡中学校に統合され廃校。